# Lieke van Lexmond

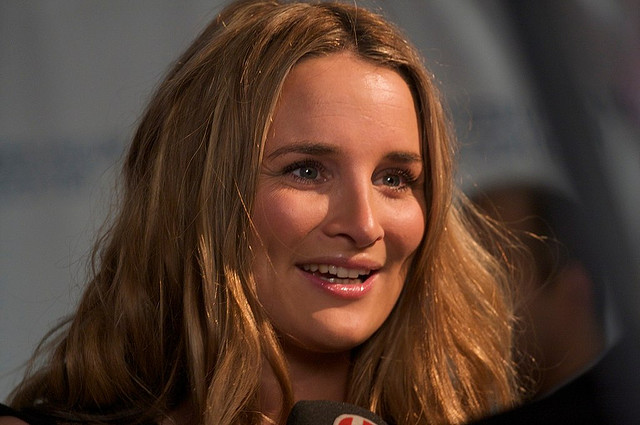
Lieke van Lexmond, 2009

Lieke van Lexmond (* 6. Februar 1982 in IJsselstein) ist eine niederländische Schauspielerin und Moderatorin.

## Karriere
Bekannt wurde sie in den Niederlanden durch ihre Rolle der Charlie Fischer in der Seifenoper Goede tijden, slechte tijden, die sie von 2003 bis 2012 verkörperte. 2005 wirkte sie an der niederländischen Fassung der Show Let’s Dance (Dancing with the Stars) mit. Sie hatte auch noch in der Seifenoper „Goudkust“ gespielt, in der sie die Person Eva Prins verkörperte.
2007 und 2008 war sie auf dem Cover des niederländischen Playboy zu sehen.
Mit dem Titel Alles altijd hatte sie 2008 eine Singelhit in den niederländischen Top 40.

## Privatleben
Ende 2007 trennte sich ihr langjähriger Freund Jeroen Rietbergen von Van Lexmond, um eine Beziehung mit Linda de Mol einzugehen.

## Filmografie (Auswahl)
- 1993: Prime Time
- 1999: Mooie Meisjesmond
- 2000: Ready White U Wait
- 2001: Costa!
- 2002: Volle Maan (Full Moon Party)
- 2003: De D van Dag
- 2004: Garfield – Der Film (niederländische Synchronisation)
- 2011:	Penny’s Shadow
- 2012:	Achtste-groepers Huilen Niet
- 2015: Der Admiral – Kampf um Europa (Michiel de Ruyter)